# Karl-Erik Hagberg
Karl-Erik Hagberg, född 1919 i Borås, död 1999, var en svensk målare.
Hagberg studerade konst för John Hedæus vid Borås målarskola samt för Conrad Kickert i Paris. Hans konst består av stilleben, finstämda naturstudier, landskapsmålningar samt arbeten i collageteknik. 